# 타이컨더로가 전투 (1759년)
1759년의 타이컨더로가 전투(Battle of Ticonderoga)는 프렌치 인디언 전쟁 중 1759년 7월 26일과 27일에 포트 카리용(나중에 타이컨더로가 요새로 개명)에서 벌어진 소규모 대결이었다. 제1대 애머스트 남작 제프리 애머스트 장군이 지휘하는 11,000명 이상의 영국군은 요새가 내려다보이는 고지대로 포병을 이동시켰고, 이 요새는 프랑수아 샤를 드 부르라마크(François-Charles de Bourlamaque) 여단장이 지휘하는 400명의 프랑스군 수비대가 방어하고 있었다.
요새를 방어하는 대신 루이조제프 드 몽칼름 장군과 뉴 프랑스 총독 피에르 프랑수아 드 리고의 지시에 따라 작전을 수행하는 드 부르라마크는 군대를 철수하고 요새를 폭파하려고 시도했다. 요새의 화약고는 파괴되었지만 벽은 심하게 손상되지 않았다. 그 후 영국군은 요새를 점령했으며 나중에 타이컨더로가 요새라는 이름으로 알려졌다. 지역에 대한 일련의 개선 작업에 착수했고 챔플레인 호수에서 군사 작전을 수행하기 위한 함대 건설을 시작했다.
프랑스의 전술은 아브라함 평원 전투에서 애머스트의 군대가 제임스 울프와 합류하는 것을 막기에 충분했다. 그러나 또한 퀘벡 방어에 도움을 줄 수 없는 3,000명의 자국 군대를 묶어두었다. 1년 전 대규모 영국군을 격퇴했던 요새의 함락은 영국이 1759년 "아누스 미라빌리스"(Annus Mirabilis)라고 부르는 사건에 기여했다.